# 569 pr. n. št.

## Smrti
- Ezekiel, judovski prerok (* 621  pr. n. št.)